# Wake Up and Dream (film 1946)
Wake Up and Dream è un film del 1946 diretto da Lloyd Bacon.
È un film drammatico statunitense con John Payne, June Haver e Charlotte Greenwood. È basato sul romanzo del 1936 The Enchanted Voyage di Robert Nathan.

## Produzione
Il film, diretto da Lloyd Bacon su una sceneggiatura di Elick Moll con il soggetto di Robert Nathan (autore del romanzo), fu prodotto da Walter Morosco per la Twentieth Century Fox Film Corporation e girato da inizio maggio ai primi di agosto 1945. I titoli di lavorazione furono The Enchanted Voyage e Give Me the Simple Life.

## Colonna sonora
- Give Me the Simple Life - musica di Rube Bloom, parole di Harry Ruby, cantata da John Payne e June Haver
- I Wish I Could Tell You - musica di Rube Bloom, parole di Harry Ruby
- Into the Sun - musica di Rube Bloom, parole di Harry Ruby

## Distribuzione
Il film fu distribuito negli Stati Uniti dal 2 dicembre 1946 dalla Twentieth Century Fox Film Corporation.
Altre distribuzioni:
- in Brasile (Desperte e Sonhe)
- nel Regno Unito (Enchanted Voyage)

## Promozione
La tagline è: "The Thrill of Young Love! ".